# 北海道道429号多度志停车场线
北海道道429号多度志停车场线（日语：北海道道429号多度志停車場線）是一条连接北海道深川市的普通道级道路（北海道道）。

## 道路概况
- 起点：北海道深川市多度志（旧JR北海道多度志站）
- 終点：北海道深川市多度志（北海道道98号旭川多度志线交点）
- 总距离：0.7千米

## 经过的自治体
- 空知综合振兴局
  - 深川市

## 主要连接道路
- 北海道道98号旭川多度志線（终点）

## 历史
- 1962年（昭和37年）8月1日 - 路線勘定（北海道告示第1731号）